# Сан Бартоломе де Тирахана
Сан Бартоломе де Тирахана (шп. San Bartolomé de Tirajana) град је у Шпанији у аутономној заједници Канарска Острва у покрајини Лас Палмас. Према процени из 2008. у граду је живело 51.260 становника.

## Становништво
Према процени, у граду је 2008. живело 51.260 становника.
| 1991.  | 2001.  |
| ------ | ------ |
| 24,451 | 34,515 |